# Alchemilla exuens
Alchemilla exuens é uma espécie de rosácea do gênero Alchemilla, pertencente à família Rosaceae.